# Hermann Smiel
Hermann Smiel (* 31. Juli 1880 in Burg-Kolonie; † 14. März 1956 in Cottbus) war ein deutscher Radrennfahrer.

## Sportliche Laufbahn
Smiel war Teilnehmer der Olympischen Sommerspiele 1912 in Stockholm. Im olympischen Einzelzeitfahren belegte er beim Sieg von Rudolph Lewis den 76. Rang. Die deutsche Mannschaft belegte in der Mannschaftswertung den 6. Platz, wobei sein Ergebnis keinen Eingang in die Mannschaftswertung fand. Deutschland war im olympischen Rennen mit 11 Fahrern vertreten, die alle das Rennen beendeten. Smiel war der erste Olympiateilnehmer aus der Lausitz.
Er begann erst mit 20 Jahren mit dem Radsport. 1913 wurde Smiel beim Sieg von Paul Thiel Vierter beim Rennen Berlin–Wien über 550 km. Smiel war Gründungsmitglied seines Heimatvereins RK Endspurt Cottbus 09, in der er als ehrenamtlicher Trainer und Funktionär tätig war.